# Vouzon
Vouzon és un municipi francès, situat al departament del Loir i Cher i a la regió de Centre – Vall del Loira. L'any 2007 tenia 1.452 habitants.

## Demografia

### Població
El 2007 la població de fet de Vouzon era de 1.452 persones. Hi havia 536 famílies, de les quals 148 eren unipersonals (60 homes vivint sols i 88 dones vivint soles), 156 parelles sense fills, 192 parelles amb fills i 40 famílies monoparentals amb fills.
La població ha evolucionat segons el següent gràfic:
Habitants censats

### Habitatges
El 2007 hi havia 747 habitatges, 546 eren l'habitatge principal de la família, 133 eren segones residències i 68 estaven desocupats. 689 eren cases i 53 eren apartaments. Dels 546 habitatges principals, 385 estaven ocupats pels seus propietaris, 137 estaven llogats i ocupats pels llogaters i 24 estaven cedits a títol gratuït; 5 tenien una cambra, 36 en tenien dues, 102 en tenien tres, 148 en tenien quatre i 255 en tenien cinc o més. 448 habitatges disposaven pel capbaix d'una plaça de pàrquing. A 228 habitatges hi havia un automòbil i a 271 n'hi havia dos o més.

### Piràmide de població
La piràmide de població per edats i sexe el 2009 era:
| Homes | Edats   | Dones |
| ----- | ------- | ----- |
| 0     | 95 o +  | 0     |
| 4     | 90 a 94 | 4     |
| 8     | 85 a 89 | 8     |
| 12    | 80 a 84 | 4     |
| 28    | 75 a 79 | 36    |
| 32    | 70 a 74 | 24    |
| 64    | 65 a 69 | 32    |
| 12    | 60 a 64 | 24    |
| 20    | 55 a 59 | 24    |
| 36    | 50 a 54 | 44    |
| 20    | 45 a 49 | 36    |
| 48    | 40 a 44 | 20    |
| 56    | 35 a 39 | 56    |
| 44    | 30 a 34 | 32    |
| 40    | 25 a 29 | 36    |
| 24    | 20 a 24 | 20    |
| 32    | 15 a 19 | 24    |
| 24    | 10 a 14 | 36    |
| 56    | 5 a 9   | 36    |
| 28    | 0 a 4   | 16    |

## Economia
El 2007 la població en edat de treballar era de 952 persones, 732 eren actives i 220 eren inactives. De les 732 persones actives 668 estaven ocupades (371 homes i 297 dones) i 64 estaven aturades (22 homes i 42 dones). De les 220 persones inactives 92 estaven jubilades, 67 estaven estudiant i 61 estaven classificades com a «altres inactius».

### Ingressos
El 2009 a Vouzon hi havia 572 unitats fiscals que integraven 1.420,5 persones, la mediana anual d'ingressos fiscals per persona era de 18.763 €.

### Activitats econòmiques
Dels 41 establiments que hi havia el 2007, 1 era d'una empresa alimentària, 1 d'una empresa de fabricació d'elements pel transport, 1 d'una empresa de fabricació d'altres productes industrials, 7 d'empreses de construcció, 9 d'empreses de comerç i reparació d'automòbils, 2 d'empreses de transport, 3 d'empreses d'hostatgeria i restauració, 1 d'una empresa d'informació i comunicació, 2 d'empreses financeres, 1 d'una empresa immobiliària, 4 d'empreses de serveis, 4 d'entitats de l'administració pública i 5 d'empreses classificades com a «altres activitats de serveis».
Dels 13 establiments de servei als particulars que hi havia el 2009, 1 era una oficina de correu, 1 taller de reparació d'automòbils i de material agrícola, 1 paleta, 2 guixaires pintors, 1 fusteria, 2 lampisteries, 1 electricista, 2 perruqueries, 1 restaurant i 1 agència immobiliària.
Dels 3 establiments comercials que hi havia el 2009, 1 era una botiga de més de 120 m², 1 una botiga de menys de 120 m² i 1 una fleca.
L'any 2000 a Vouzon hi havia 8 explotacions agrícoles.

## Equipaments sanitaris i escolars
L'únic equipament sanitari que hi havia el 2009 era una farmàcia.
El 2009 hi havia una escola elemental.

## Poblacions més properes
El següent diagrama mostra les poblacions més properes.